# Renu Nakhon (huyện)
Renu Nakhon (tiếng Thái: เรณูนคร, phiên âm: Rênu Nákhon) là một huyện (amphoe) của tỉnh Nakhon Phanom, đông bắc Thái Lan.

## Địa lý
Các huyện giáp ranh (từ phía bắc theo chiều kim đồng hồ) là: Mueang Nakhon Phanom, That Phanom, Na Kae và Pla Pak.

## Lịch sử
Renu Nakhon đã là một mueang được chuyển thành huyện thuộc tỉnh Nakhon Phanom trong các cuộc cải cách hành chính thesaphiban năm 1907. Năm 1917, huyện đã được đổi tên to That Phanom. Tên gọi lịch sử đã được sử dụng lại khi tiểu huyện được lập ngày 1 tháng 5 năm 1970 với 3 tambon Renu, Phon Thong và Tha Lat từ huyện That Phanom. Tiểu huyện đã được nâng cấp thành huyện ngày 21 tháng 8 năm 1975.

## Hành chính
Huyện được chia ra thành 9 phó huyện (tambon), các đơn vị này lại được chia thành 93 làng (muban). The township (thesaban tambon) Renu Nakhon nằm trên một phần của the tambon Renu và Phon Thong. Có 8 Tổ chức hành chính tambon.
| STT. | Tên            | Tên Thái  | Số làng | Dân số |  |
| ---- | -------------- | --------- | ------- | ------ |  |
| 1.   | Renu           | เรณู       | 14      | 8.052  |  |
| 2.   | Phon Thong     | โพนทอง    | 10      | 5.764  |  |
| 3.   | Tha Lat        | ท่าลาด     | 10      | 2.999  |  |
| 4.   | Na Ngam        | นางาม     | 14      | 8.447  |  |
| 5.   | Khok Hin Hae   | โคกหินแฮ่   | 15      | 6.934  |  |
| 7.   | Nong Yang Chin | หนองย่างชิ้น | 8       | 4.228  |  |
| 8.   | Renu Tai       | เรณูใต้     | 13      | 4.977  |  |
| 9.   | Na Kham        | นาขาม     | 9       | 3.863  |  |